# Eurema albula
Eurema albula är en fjärilsart som först beskrevs av Pieter Cramer 1775.  Eurema albula ingår i släktet Eurema och familjen vitfjärilar. Inga underarter finns listade i Catalogue of Life.

## Bildgalleri

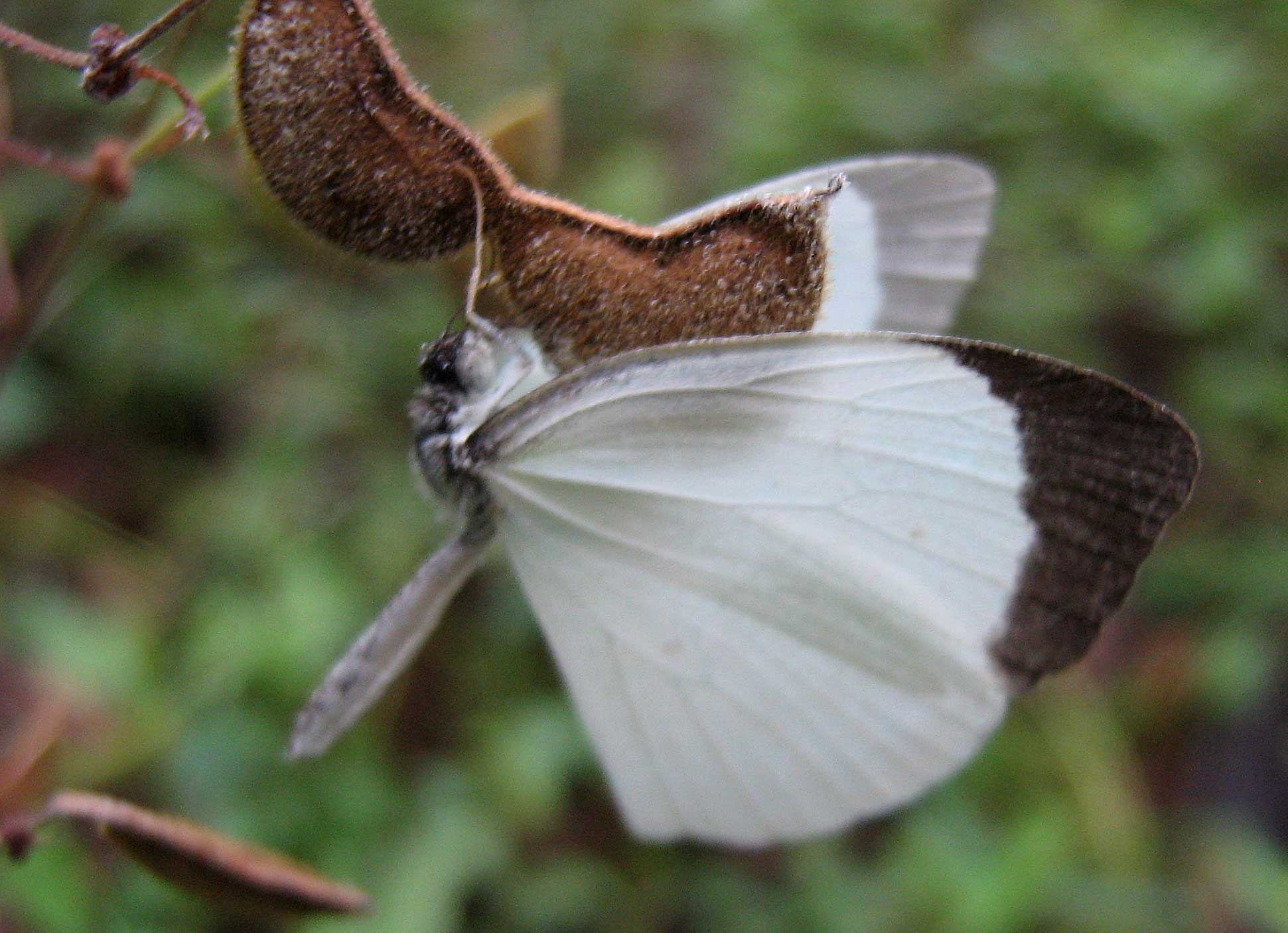